# Pierre-Marc-Gaston de Lévis

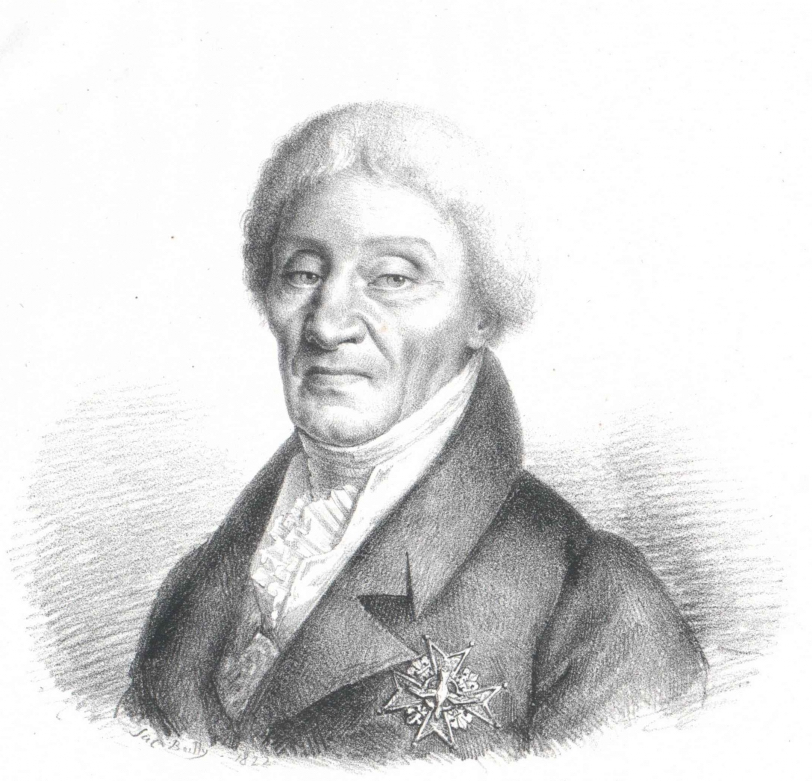
Pierre-Marc-Gaston de Lévis

Pierre-Marc-Gaston de Lévis, Duc de Lévis (* 7. März 1764 in Paris; † 15. Februar 1830) war ein französischer Politiker und Schriftsteller, der 1816 Mitglied der Académie française wurde.

## Leben
Lévis, Sohn des Offiziers François-Gaston de Lévis, wurde 1787 nach dem Tode seines Vaters dessen Nachfolger als Duc de Lévis und als solcher 1789 zuerst als Vertreter des Adels Mitglied der Generalstände sowie am 9. Juli 1789 der Konstituante, der verfassunggebenden Nationalversammlung. Aufgrund der Verfolgung des Adels im Zuge der Französischen Revolution floh er 1792 aus Frankreich und lebte bis zu seiner Rückkehr beim Staatsstreich des 18. Brumaire VIII, dem 9. November 1799, durch Napoléon Bonaparte in England. Später wurde er Pair von Frankreich und veröffentlichte zahlreiche Bücher sowie Sachbücher über Wirtschaft und Politik.
1816 wurde er als Nachfolger des ausgeschlossenen Pierre-Louis Roederer Mitglied der Académie française und nahm dort den sechsten Sessel (Fauteuil 6) ein. 1820 wurde er mit dem Orden vom heiligen Geist ausgezeichnet.

## Veröffentlichungen
- Voyage de Kang-Hi, ou nouvelles lettres chinoises, 2 Bände, 1808
- Maximes et réflexions sur différents sujets, 1808
- Suite des quatre Fiercadins, 1812
- L’Angleterre au commencement du XIXe siècle, 1814
- Souvenirs et portraits, 1814
- Considérations morales sur les finances, 1816
- Des emprunts, 1818
- De l’autorité des chambres sur leurs membres, 1819
- Considérations sur la situation financière de la France, 1824
- La conspiration de 1821 ou les jumeaux de Chevreuse, 2 Bände, 1828
- Lettre sur la méthode Jacotot, 1829